# ホセア・サウマキ
ホセア・サウマキ（Hosea Saumaki、1992年5月10日 - ）は、ラグビーユニオンの選手。

## プロフィール
- トンガ出身[1]。
- ポジションはウィング(WTB)、フルバック(FB)。
- 身長 187cm、体重 100kg
- ニックネームはsea。
- 弟のアマナキもラグビー選手[2]。
- U20トンガ代表に選ばれたことがある[3]。
- 7人制トンガ代表に選ばれたことがある[4]。
- トンガ代表キャップは3(2021年7月現在）。

## 略歴
トゥポウカレッジ、大東文化大学を経て、2017年、キヤノンイーグルス(現・横浜キヤノンイーグルス)に加入。同年8月18日に行われたジャパンラグビートップリーグ第1節のサントリーサンゴリアス戦にて途中出場で公式戦初出場を果たした。
2018年1月、サンウルブズに追加招集された。
2021年、キヤノンイーグルスを退団した。7人制トンガ代表歴を持っていたため日本代表に選抜されるハードルが高く、母国トンガ代表として2021年6月に活動した。同年7月、レスター・タイガースに加入。
2023年、クリタウォーターガッシュ昭島に加入。2024年6月退団。